# Serie B de Ecuador 2023
El Campeonato Ecuatoriano de Fútbol Serie B 2023, llamado oficialmente «LigaPro Bet593 Serie B 2023» por motivos de patrocinio, fue la cuadragésima sexta (46.ª) edición de la Serie B del fútbol profesional ecuatoriano y la quinta (5.ª) bajo la denominación de LigaPro. El torneo fue organizado por la Liga Profesional de Fútbol del Ecuador y entregó dos cupos a la Serie A de la siguiente temporada. Comenzó a disputarse el 21 de marzo y finalizó el 26 de octubre.
Los clubes Cuniburo Fútbol Club, de la provincia de Pichincha, y el club Vargas Torres de la provincia de Esmeraldas, fueron los planteles ascendidos para esta temporada. Mientras que Macará y 9 de Octubre descendieron de la Serie A.

## Sistema de juego
El sistema de juego del Campeonato Nacional Serie B 2023 fue el mismo con respecto a la temporada pasada, es decir estuvo compuesto de una sola fase regular o clasificatoria que fue aprobado por parte de LigaPro el 9 de febrero de 2021 durante el Consejo de Presidentes Extraordinario.
El Campeonato Ecuatoriano de Fútbol Serie B 2023, según lo establecido por la LigaPro, fue jugado por 10 equipos que se disputaron el ascenso en una fase clasificatoria formada por dos etapas. En total se jugaron 36 fechas que iniciaron en marzo.
La primera etapa se jugó todos contra todos (18 fechas).
La segunda etapa se jugó de igual manera que la primera todos contra todos (18 fechas).
Concluidas las 36 fechas del torneo los dos primeros de la tabla acumulada ascendieron a la Serie A de Ecuador de 2024. El primero de la tabla general fue proclamado el campeón, el segundo mejor ubicado fue declarado subcampeón.
Los equipos filiales no podían ser considerados para el ascenso, en caso de ubicarse en cualquier posición que implicaba el ascenso, su lugar lo tomaría el equipo mejor ubicado en la tabla acumulada. Los dos últimos de la tabla acumulada después de disputar las 36 fechas perdieron la categoría y descendieron a Segunda Categoría en la temporada 2024.

### Criterios de desempate
El orden de clasificación de los equipos durante la fase de clasificación, se determinó en una tabla de cómputo general, de la siguiente manera:
- 1) Mayor cantidad de puntos.
- 2) Mayor diferencia de goles; en caso de igualdad;
- 3) Mayor cantidad de goles a favor; en caso de igualdad;
- 4) Mayor cantidad de goles convertidos en condición de visitante; en caso de igualdad;
- 5) Mejor performance en los partidos que se enfrentaron entre sí; en caso de igualdad;
- 6) Sorteo público.

## Relevo anual de clubes
| Pos. | Descendidos de la Serie A |
| ---- | ------------------------- |
| 15.ª | Macará                    |
| 16.ª | 9 de Octubre              |

| Pos. | Ascendidos de la Serie B |
| ---- | ------------------------ |
| 1.ª  | El Nacional              |
| 3.ª  | Libertad                 |

| Pos. | Descendidos de la Serie B |
| ---- | ------------------------- |
| 9.ª  | Atlético Santo Domingo    |
| 10.ª | Olmedo                    |

| Pos. | Ascendidos de la Segunda Categoría |
| ---- | ---------------------------------- |
| 1.ª  | Cuniburo                           |
| 2.ª  | Vargas Torres                      |

## Equipos participantes
| Nombre del club                      | Ciudad     | Entrenador       | Estadio                            | Capacidad | Marca           | Patrocinador                                     |
| ------------------------------------ | ---------- | ---------------- | ---------------------------------- | --------- | --------------- | ------------------------------------------------ |
| 9 de Octubre Fútbol Club             | Guayaquil  | Dalo Bucaram     | Los Chirijos                       | 15 000    | Jasa Evolution  | Okibet                                           |
| Club Deportivo América de Quito      | Quito      | Luis Suárez      | Olímpico Atahualpa                 | 38 258    | Boman           | Arroz Cuatro Trece                               |
| Búhos ULVR Fútbol Club               | Guayaquil  | Luis Espinel     | Rafael Vera Yépez                  | 11 000    | Yeliyan         | Universidad Vicente Rocafuerte                   |
| Chacaritas Fútbol Club               | Pelileo    | Joel Vernaza     | Ciudad de Pelileo                  | 8000      | Maroto          | San Francisco COAC Ltda.                         |
| Cuniburo Fútbol Club                 | Cayambe    | Germán Corengia  | Olímpico Atahualpa                 | 38 258    | Lotto           | FisioCoreFit                                     |
| Imbabura Sporting Club               | Ibarra     | Joel Armas       | Olímpico de Ibarra                 | 17 300    | Ortiz Design    | Fábrica de Medias Gardenia                       |
| Club Deportivo Independiente Juniors | Sangolquí  | Galo Rodríguez   | Banco Guayaquil                    | 12 000    | Marathon Sports | Ver lista Ecuabet Banco Guayaquil Toyota         |
| Club Deportivo Macará                | Ambato     | Boris Fiallos    | Bellavista Universidad Indoamérica | 16 467    | Boman           | Ver lista Cooperativa Credil D'Christian-Maryuri |
| Manta Fútbol Club                    | Manta      | Jefferson Huerta | Jocay                              | 22 000    | Jasa Evolution  | Atún Isabel                                      |
| Club Deportivo Vargas Torres         | Esmeraldas | Luis Tenorio     | Folke Anderson                     | 14 000    | Elohim          | El Gran Remate                                   |

## Equipos por ubicación geográfica
| Provincia  | N.º | Equipos                                               |
| ---------- | --- | ----------------------------------------------------- |
| Pichincha  | 3   | - América de Quito - Cuniburo - Independiente Juniors |
| Guayas     | 2   | - 9 de Octubre - Búhos ULVR                           |
| Tungurahua | 2   | - Chacaritas - Macará                                 |
| Esmeraldas | 1   | - Vargas Torres                                       |
| Imbabura   | 1   | - Imbabura                                            |
| Manabí     | 1   | - Manta                                               |

| Chacaritas Independiente Jrs. Imbabura América de Quito Cuniburo 9 de Octubre Búhos ULVR Manta Macará Vargas Torres |

## Cambio de entrenadores
| Equipo           | Pos. | Entrenador saliente | Último partido                       | Fecha | Entrenador sucesor | Fecha debut | Ref.          |
| ---------------- | ---- | ------------------- | ------------------------------------ | ----- | ------------------ | ----------- | ------------- |
| Macará           | 4    | Marcelo Robledo     | Macará 0 : 0 Búhos ULVR              | 4.ª   | Boris Fiallos      | 5.ª         | [ 14 ] [ 15 ] |
| Chacaritas       | 4    | Eduardo Favaro      | Chacaritas 1 : 2 América de Quito    | 8.ª   | Horacio Montemurro | 12.ª        | [ 16 ] [ 17 ] |
| 9 de Octubre     | 8    | Yuri Solano         | Cuniburo 2 : 1 9 de Octubre          | 8.ª   | Felipe Borowsky    | 13.ª        | [ 18 ] [ 19 ] |
| América de Quito | 8    | Samy Ariza          | Búhos ULVR 3 : 1 América de Quito    | 17.ª  | Claudio Spontón    | 20.ª        | [ 20 ] [ 21 ] |
| Búhos ULVR       | 9    | Federico Hernández  | Cuniburo 5 : 0 Búhos ULVR            | 26.ª  | Luis Espinel       | 28.ª        | [ 22 ] [ 23 ] |
| América de Quito | 10   | Claudio Spontón     | América de Quito 1 : 0 Vargas Torres | 27.ª  | Luis Suárez        | 28.ª        | [ 24 ] [ 25 ] |
| Chacaritas       | 8    | Horacio Montemurro  | Chacaritas 1 : 2 Imbabura            | 31.ª  | Joel Vernaza       | 32.ª        | [ 26 ]        |
| Manta            | 3    | Fabián Frías        | América de Quito 5 : 1 Manta         | 31.ª  | Jefferson Huerta   | 32.ª        | [ 27 ]        |
| 9 de Octubre     | 7    | Felipe Borowsky     | Macará 2 : 1 9 de Octubre            | 32.ª  | Wilson Carabalí    | 33.ª        | [ 28 ]        |
| 9 de Octubre     | 8    | Wilson Carabalí     | América de Quito 1 : 0 9 de Octubre  | 34.ª  | Dalo Bucaram       | 35.ª        | [ 29 ]        |

## Primera etapa

### Clasificación
| Pos. | Equipo                | Pts. | PJ | G  | E | P | GF | GC | Dif. |
| ---- | --------------------- | ---- | -- | -- | - | - | -- | -- | ---- |
| 1    | Macará                | 38   | 18 | 11 | 5 | 2 | 26 | 13 | +13  |
| 2    | Manta                 | 31   | 18 | 9  | 4 | 5 | 19 | 15 | +4   |
| 3    | Independiente Juniors | 27   | 18 | 7  | 6 | 5 | 21 | 20 | +1   |
| 4    | Imbabura              | 25   | 18 | 6  | 7 | 5 | 27 | 23 | +4   |
| 5    | Vargas Torres         | 21   | 18 | 4  | 9 | 5 | 12 | 12 | 0    |
| 6    | Cuniburo              | 21   | 18 | 4  | 9 | 5 | 18 | 19 | −1   |
| 7    | Búhos ULVR            | 21   | 18 | 4  | 9 | 5 | 16 | 18 | −2   |
| 8    | Chacaritas            | 19   | 18 | 5  | 4 | 9 | 23 | 27 | −4   |
| 9    | América de Quito      | 19   | 18 | 5  | 4 | 9 | 22 | 34 | −12  |
| 10   | 9 de Octubre          | 17   | 18 | 4  | 5 | 9 | 24 | 27 | −3   |

 Fuente: LigaPro

### Evolución de la clasificación
| Equipo                | 01 | 02 | 03 | 04 | 05 | 06 | 07 | 08 | 09 | 10 | 11 | 12 | 13 | 14 | 15 | 16 | 17 | 18 |
| --------------------- | -- | -- | -- | -- | -- | -- | -- | -- | -- | -- | -- | -- | -- | -- | -- | -- | -- | -- |
| Macará                | 2  | 4  | 4  | 4  | 4  | 3  | 1  | 2  | 1  | 1  | 1  | 1  | 1  | 1  | 1  | 1  | 1  | 1  |
| Manta                 | 9  | 6  | 2  | 6  | 6  | 7  | 5  | 5  | 4  | 4  | 4  | 4  | 4  | 2  | 2  | 2  | 2  | 2  |
| Independiente Juniors | 3  | 7  | 7  | 2  | 2  | 1  | 2  | 1  | 3  | 3  | 3  | 3  | 3  | 4  | 4  | 4  | 3  | 3  |
| Imbabura              | 8  | 10 | 8  | 3  | 3  | 2  | 3  | 3  | 2  | 2  | 2  | 2  | 2  | 3  | 3  | 3  | 4  | 4  |
| Vargas Torres         | 4  | 3  | 3  | 7  | 7  | 6  | 7  | 9  | 8  | 5  | 7  | 6  | 5  | 6  | 6  | 6  | 5  | 5  |
| Cuniburo              | 10 | 9  | 9  | 8  | 9  | 8  | 9  | 6  | 9  | 10 | 10 | 7  | 7  | 9  | 8  | 8  | 9  | 6  |
| Búhos ULVR            | 6  | 8  | 10 | 10 | 10 | 9  | 8  | 10 | 10 | 7  | 8  | 9  | 8  | 7  | 7  | 9  | 6  | 7  |
| Chacaritas            | 7  | 5  | 1  | 5  | 5  | 5  | 4  | 4  | 6  | 8  | 9  | 10 | 10 | 10 | 10 | 7  | 7  | 8  |
| América de Quito      | 1  | 2  | 6  | 9  | 8  | 10 | 10 | 7  | 5  | 6  | 5  | 5  | 6  | 5  | 5  | 5  | 8  | 9  |
| 9 de Octubre          | 5  | 1  | 5  | 1  | 1  | 4  | 6  | 8  | 7  | 9  | 6  | 8  | 9  | 8  | 9  | 10 | 10 | 10 |

### Resultados
- Los horarios corresponden al huso horario de Ecuador: (UTC-5).

| Cuniburo              | 1 - 3 | América de Quito | Olímpico Atahualpa | 21 de marzo | 19:00 | GolTV |
| Búhos ULVR            | 1 - 1 | 9 de Octubre     | Rafael Vera Yépez  | 22 de marzo | 15:00 | —     |
| Vargas Torres         | 1 - 0 | Manta            | 7 de Octubre       | 22 de marzo | 15:00 | —     |
| Independiente Juniors | 1 - 0 | Imbabura         | Banco Guayaquil    | 22 de marzo | 19:00 | GolTV |
| Chacaritas            | 0 - 1 | Macará           | Bellavista         | 23 de marzo | 19:00 | GolTV |

| Manta            | 1 - 0 | Búhos ULVR            | Jocay              | 25 de marzo | 15:00 | —     |
| América de Quito | 1 - 1 | Vargas Torres         | Olímpico Atahualpa | 25 de marzo | 18:00 | GolTV |
| Imbabura         | 1 - 2 | Chacaritas            | Olímpico de Ibarra | 26 de marzo | 11:00 | —     |
| 9 de Octubre     | 5 - 1 | Independiente Juniors | Los Chirijos       | 26 de marzo | 15:30 | GolTV |
| Macará           | 0 - 0 | Cuniburo              | Bellavista         | 26 de marzo | 18:00 | GolTV |

| Manta         | 1 - 0 | América de Quito      | Jocay              | 28 de marzo | 19:00 | GolTV |
| Búhos ULVR    | 0 - 3 | Imbabura              | Rafael Vera Yépez  | 29 de marzo | 15:00 | —     |
| Vargas Torres | 0 - 0 | Macará                | 7 de Octubre       | 29 de marzo | 15:00 | —     |
| Chacaritas    | 3 - 2 | 9 de Octubre          | Bellavista         | 29 de marzo | 19:00 | GolTV |
| Cuniburo      | 0 - 0 | Independiente Juniors | Olímpico Atahualpa | 30 de marzo | 19:00 | GolTV |

| Imbabura              | 2 - 0 | Manta            | Olímpico de Ibarra | 3 de abril | 19:00 | GolTV |
| 9 de Octubre          | 3 - 1 | América de Quito | Los Chirijos       | 4 de abril | 19:00 | GolTV |
| Cuniburo              | 1 - 0 | Chacaritas       | Olímpico Atahualpa | 5 de abril | 15:00 | —     |
| Independiente Juniors | 2 - 1 | Vargas Torres    | Banco Guayaquil    | 5 de abril | 15:00 | —     |
| Macará                | 0 - 0 | Búhos ULVR       | Bellavista         | 6 de abril | 19:00 | GolTV |

| Chacaritas       | 2 - 2 | Independiente Juniors | Bellavista        | 11 de abril | 19:00 | GolTV |
| Búhos ULVR       | 1 - 0 | Cuniburo              | Rafael Vera Yépez | 12 de abril | 15:00 | —     |
| América de Quito | 1 - 1 | Macará                | La Cocha          | 12 de abril | 19:00 | GolTV |
| Vargas Torres    | 2 - 2 | Imbabura              | Folke Anderson    | 13 de abril | 15:00 | —     |
| Manta            | 1 - 1 | 9 de Octubre          | Reales Tamarindos | 13 de abril | 19:00 | GolTV |

| Macará                | 2 - 0 | Manta            | Bellavista         | 18 de abril | 19:00 | GolTV |
| Chacaritas            | 1 - 1 | Búhos ULVR       | Ciudad de Pelileo  | 19 de abril | 15:00 | —     |
| Cuniburo              | 0 - 0 | Vargas Torres    | La Cocha           | 19 de abril | 15:00 | —     |
| Imbabura              | 1 - 0 | 9 de Octubre     | Olímpico de Ibarra | 19 de abril | 19:00 | GolTV |
| Independiente Juniors | 4 - 1 | América de Quito | Banco Guayaquil    | 20 de abril | 19:00 | GolTV |

| Manta            | 1 - 0 | Cuniburo              | Jocay              | 25 de abril | 19:00 | GolTV |
| América de Quito | 2 - 2 | Imbabura              | Olímpico Atahualpa | 26 de abril | 15:00 | —     |
| Vargas Torres    | 0 - 1 | Chacaritas            | Folke Anderson     | 26 de abril | 15:00 | —     |
| 9 de Octubre     | 1 - 3 | Macará                | Los Chirijos       | 26 de abril | 19:00 | GolTV |
| Búhos ULVR       | 0 - 0 | Independiente Juniors | 7 de Octubre       | 27 de abril | 19:00 | GolTV |

| Cuniburo              | 2 - 1 | 9 de Octubre     | Olímpico Atahualpa | 1 de mayo | 19:00 | GolTV |
| Imbabura              | 1 - 1 | Macará           | Olímpico de Ibarra | 2 de mayo | 19:00 | GolTV |
| Chacaritas            | 1 - 2 | América de Quito | Ciudad de Pelileo  | 3 de mayo | 15:00 | —     |
| Búhos ULVR            | 0 - 0 | Vargas Torres    | Rafael Vera Yépez  | 3 de mayo | 15:00 | —     |
| Independiente Juniors | 3 - 1 | Manta            | Banco Guayaquil    | 4 de mayo | 19:00 | GolTV |

| 9 de Octubre     | 1 - 1 | Vargas Torres         | Los Chirijos       | 9 de mayo  | 19:00 | GolTV |
| América de Quito | 1 - 0 | Búhos ULVR            | Olímpico Atahualpa | 10 de mayo | 19:00 | —     |
| Imbabura         | 2 - 0 | Cuniburo              | Olímpico de Ibarra | 10 de mayo | 19:00 | —     |
| Macará           | 2 - 1 | Independiente Juniors | Bellavista         | 10 de mayo | 19:00 | GolTV |
| Manta            | 1 - 0 | Chacaritas            | Jocay              | 11 de mayo | 19:00 | GolTV |

| Cuniburo              | 2 - 3 | Macará           | Olímpico Atahualpa | 16 de mayo | 19:00 | GolTV |
| Vargas Torres         | 3 - 0 | América de Quito | Folke Anderson     | 17 de mayo | 15:00 | —     |
| Chacaritas            | 2 - 5 | Imbabura         | Ciudad de Pelileo  | 17 de mayo | 15:00 | —     |
| Independiente Juniors | 1 - 0 | 9 de Octubre     | Banco Guayaquil    | 17 de mayo | 19:00 | GolTV |
| Búhos ULVR            | 2 - 1 | Manta            | 7 de Octubre       | 18 de mayo | 19:00 | GolTV |

| Independiente Juniors | 1 - 1 | Cuniburo      | Banco Guayaquil    | 22 de mayo | 19:00 | GolTV |
| 9 de Octubre          | 3 - 2 | Chacaritas    | Los Chirijos       | 24 de mayo | 15:00 | —     |
| Imbabura              | 3 - 3 | Búhos ULVR    | Olímpico de Ibarra | 24 de mayo | 19:00 | —     |
| América de Quito      | 1 - 1 | Manta         | Olímpico Atahualpa | 24 de mayo | 19:00 | GolTV |
| Macará                | 1 - 0 | Vargas Torres | Bellavista         | 25 de mayo | 19:00 | GolTV |

| Búhos ULVR       | 1 - 2 | Macará                | Los Chirijos      | 30 de mayo | 19:00 | GolTV |
| Chacaritas       | 1 - 2 | Cuniburo              | Ciudad de Pelileo | 31 de mayo | 15:00 | —     |
| Vargas Torres    | 1 - 0 | Independiente Juniors | Folke Anderson    | 31 de mayo | 15:00 | —     |
| América de Quito | 1 - 0 | 9 de Octubre          | Bellavista        | 31 de mayo | 19:00 | GolTV |
| Manta            | 2 - 0 | Imbabura              | Jocay             | 1 de junio | 19:00 | GolTV |

| 9 de Octubre          | 0 - 1 | Manta            | Los Chirijos       | 6 de junio | 19:00 | GolTV |
| Imbabura              | 0 - 0 | Vargas Torres    | Olímpico de Ibarra | 7 de junio | 19:00 | —     |
| Macará                | 2 - 0 | América de Quito | Bellavista         | 7 de junio | 19:00 | GolTV |
| Independiente Juniors | 0 - 0 | Chacaritas       | Banco Guayaquil    | 8 de junio | 15:00 | —     |
| Cuniburo              | 2 - 2 | Búhos ULVR       | Olímpico Atahualpa | 8 de junio | 19:00 | GolTV |

| Vargas Torres    | 0 - 0 | Cuniburo              | Folke Anderson        | 13 de junio | 15:00 | —     |
| América de Quito | 3 - 2 | Independiente Juniors | Olímpico Atahualpa    | 13 de junio | 19:00 | GolTV |
| 9 de Octubre     | 4 - 2 | Imbabura              | Alejandro Ponce Noboa | 14 de junio | 15:00 | —     |
| Búhos ULVR       | 1 - 0 | Chacaritas            | Los Chirijos          | 14 de junio | 19:00 | GolTV |
| Manta            | 3 - 1 | Macará                | Jocay                 | 15 de junio | 19:00 | GolTV |

| Chacaritas            | 3 - 0 | Vargas Torres    | Bellavista         | 20 de junio | 19:00 | GolTV |
| Independiente Juniors | 1 - 0 | Búhos ULVR       | Banco Guayaquil    | 21 de junio | 15:30 | —     |
| Cuniburo              | 1 - 1 | Manta            | Olímpico Atahualpa | 21 de junio | 19:00 | GolTV |
| Imbabura              | 2 - 1 | América de Quito | Olímpico de Ibarra | 21 de junio | 19:00 | —     |
| Macará                | 2 - 0 | 9 de Octubre     | Bellavista         | 22 de junio | 19:00 | GolTV |

| Vargas Torres    | 0 - 0 | Búhos ULVR            | Folke Anderson        | 24 de junio | 15:00 | —     |
| América de Quito | 2 - 3 | Chacaritas            | Olímpico Atahualpa    | 24 de junio | 18:00 | GolTV |
| 9 de Octubre     | 1 - 1 | Cuniburo              | Alejandro Ponce Noboa | 25 de junio | 15:00 | —     |
| Macará           | 2 - 0 | Imbabura              | Bellavista            | 25 de junio | 15:30 | GolTV |
| Manta            | 2 - 0 | Independiente Juniors | Jocay                 | 25 de junio | 18:00 | GolTV |

| Búhos ULVR            | 3 - 1 | América de Quito | Los Chirijos       | 27 de junio | 19:00 | GolTV |
| Chacaritas            | 1 - 1 | Manta            | Bellavista         | 28 de junio | 15:00 | —     |
| Cuniburo              | 1 - 1 | Imbabura         | Olímpico Atahualpa | 28 de junio | 15:00 | —     |
| Vargas Torres         | 2 - 0 | 9 de Octubre     | Olímpico de Ibarra | 28 de junio | 19:00 | GolTV |
| Independiente Juniors | 2 - 1 | Macará           | Banco Guayaquil    | 29 de junio | 19:00 | GolTV |

| América de Quito | 1 - 4 | Cuniburo              | Olímpico Atahualpa    | 1 de julio | 15:00 | —     |
| Manta            | 1 - 0 | Vargas Torres         | Jocay                 | 1 de julio | 18:00 | GolTV |
| 9 de Octubre     | 1 - 1 | Búhos ULVR            | Alejandro Ponce Noboa | 2 de julio | 15:00 | —     |
| Imbabura         | 0 - 0 | Independiente Juniors | Olímpico de Ibarra    | 2 de julio | 15:30 | GolTV |
| Macará           | 2 - 1 | Chacaritas            | Bellavista            | 2 de julio | 18:00 | GolTV |

## Segunda etapa

### Clasificación
| Pos. | Equipo                | Pts. | PJ | G  | E | P  | GF | GC | Dif. |
| ---- | --------------------- | ---- | -- | -- | - | -- | -- | -- | ---- |
| 1    | Cuniburo              | 34   | 18 | 10 | 4 | 4  | 36 | 20 | +16  |
| 2    | Imbabura              | 33   | 18 | 9  | 6 | 3  | 31 | 20 | +11  |
| 3    | 9 de Octubre          | 27   | 18 | 8  | 3 | 7  | 24 | 21 | +3   |
| 4    | Macará                | 26   | 18 | 7  | 5 | 6  | 21 | 21 | 0    |
| 5    | Chacaritas            | 24   | 18 | 7  | 3 | 8  | 21 | 20 | +1   |
| 6    | América de Quito      | 24   | 18 | 6  | 6 | 6  | 24 | 24 | 0    |
| 7    | Independiente Juniors | 24   | 18 | 6  | 6 | 6  | 19 | 20 | −1   |
| 8    | Vargas Torres         | 23   | 18 | 6  | 5 | 7  | 15 | 22 | −7   |
| 9    | Manta                 | 21   | 18 | 5  | 6 | 7  | 20 | 22 | −2   |
| 10   | Búhos ULVR            | 9    | 18 | 1  | 6 | 11 | 14 | 35 | −21  |

 Fuente: LigaPro

### Evolución de la clasificación
| Equipo                | 01 | 02 | 03 | 04 | 05 | 06 | 07 | 08 | 09 | 10 | 11 | 12 | 13 | 14 | 15 | 16 | 17 | 18 |
| --------------------- | -- | -- | -- | -- | -- | -- | -- | -- | -- | -- | -- | -- | -- | -- | -- | -- | -- | -- |
| Cuniburo              | 2  | 5  | 4  | 4  | 3  | 3  | 4  | 3  | 3  | 4  | 4  | 4  | 3  | 3  | 2  | 1  | 1  | 1  |
| Imbabura              | 1  | 1  | 1  | 1  | 1  | 1  | 1  | 1  | 1  | 1  | 1  | 1  | 1  | 1  | 1  | 2  | 2  | 2  |
| 9 de Octubre          | 3  | 2  | 2  | 2  | 2  | 2  | 2  | 2  | 2  | 2  | 2  | 3  | 4  | 4  | 4  | 6  | 5  | 3  |
| Macará                | 10 | 8  | 8  | 10 | 7  | 6  | 5  | 4  | 4  | 3  | 3  | 2  | 2  | 2  | 3  | 3  | 3  | 4  |
| Chacaritas            | 6  | 7  | 7  | 7  | 6  | 8  | 8  | 8  | 5  | 6  | 5  | 6  | 7  | 8  | 7  | 5  | 4  | 5  |
| América de Quito      | 5  | 6  | 6  | 9  | 10 | 10 | 10 | 10 | 9  | 9  | 9  | 9  | 9  | 9  | 9  | 8  | 8  | 6  |
| Independiente Juniors | 9  | 9  | 10 | 6  | 8  | 7  | 6  | 6  | 8  | 8  | 8  | 8  | 6  | 5  | 5  | 4  | 6  | 7  |
| Vargas Torres         | 4  | 3  | 3  | 3  | 4  | 5  | 3  | 5  | 6  | 5  | 6  | 5  | 5  | 6  | 6  | 7  | 9  | 8  |
| Manta                 | 8  | 4  | 5  | 5  | 5  | 4  | 7  | 7  | 7  | 7  | 7  | 7  | 8  | 7  | 8  | 9  | 7  | 9  |
| Búhos ULVR            | 7  | 10 | 9  | 8  | 9  | 9  | 9  | 9  | 10 | 10 | 10 | 10 | 10 | 10 | 10 | 10 | 10 | 10 |

### Resultados
- Los horarios corresponden al huso horario de Ecuador: (UTC-5).

| Macará        | 0 - 2 | Imbabura              | Bellavista         | 5 de julio | 19:00 | GolTV |
| Vargas Torres | 2 - 1 | Búhos ULVR            | Folke Anderson     | 6 de julio | 15:00 | —     |
| 9 de Octubre  | 2 - 1 | Manta                 | 9 de Mayo          | 6 de julio | 19:00 | GolTV |
| Cuniburo      | 2 - 0 | Independiente Juniors | Olímpico Atahualpa | 7 de julio | 15:00 | —     |
| Chacaritas    | 1 - 1 | América de Quito      | Bellavista         | 7 de julio | 19:00 | GolTV |

| América de Quito      | 1 - 1 | Macará        | Olímpico Atahualpa | 11 de julio | 19:00 | GolTV |
| Chacaritas            | 1 - 1 | 9 de Octubre  | Ciudad de Pelileo  | 12 de julio | 15:00 | —     |
| Búhos ULVR            | 2 - 4 | Imbabura      | Los Chirijos       | 12 de julio | 15:00 | —     |
| Independiente Juniors | 0 - 0 | Vargas Torres | Olímpico Atahualpa | 12 de julio | 19:00 | GolTV |
| Manta                 | 3 - 0 | Cuniburo      | Jocay              | 13 de julio | 19:00 | GolTV |

| Imbabura      | 2 - 1 | Manta                 | Olímpico de Ibarra    | 18 de julio | 19:00 | GolTV |
| 9 de Octubre  | 4 - 0 | Independiente Juniors | Alejandro Ponce Noboa | 19 de julio | 15:00 | —     |
| Vargas Torres | 2 - 0 | Chacaritas            | Folke Anderson        | 19 de julio | 15:00 | —     |
| Macará        | 0 - 0 | Búhos ULVR            | Bellavista            | 19 de julio | 19:00 | GolTV |
| Cuniburo      | 2 - 0 | América de Quito      | Olímpico Atahualpa    | 20 de julio | 19:00 | GolTV |

| América de Quito      | 1 - 2 | Imbabura      | Olímpico Atahualpa    | 25 de julio  | 19:00 | GolTV |
| 9 de Octubre          | 3 - 0 | Vargas Torres | Alejandro Ponce Noboa | 26 de julio  | 15:00 | —     |
| Independiente Juniors | 1 - 0 | Macará        | Olímpico Atahualpa    | 26 de julio  | 19:00 | GolTV |
| Manta                 | 1 - 1 | Búhos ULVR    | Jocay                 | 27 de julio  | 16:30 | GolTV |
| Chacaritas            | 2 - 0 | Cuniburo      | Ciudad de Pelileo     | 27 de agosto | 15:00 | —     |

| Manta      | 1 - 1 | América de Quito      | Jocay              | 1 de agosto | 15:00 | —     |
| Cuniburo   | 4 - 0 | 9 de Octubre          | Olímpico Atahualpa | 1 de agosto | 19:00 | GolTV |
| Búhos ULVR | 0 - 0 | Independiente Juniors | Los Chirijos       | 2 de agosto | 15:00 | —     |
| Macará     | 2 - 0 | Vargas Torres         | Bellavista         | 2 de agosto | 19:00 | GolTV |
| Imbabura   | 0 - 1 | Chacaritas            | Olímpico de Ibarra | 3 de agosto | 19:00 | GolTV |

| Vargas Torres         | 1 - 1 | Cuniburo   | Folke Anderson        | 9 de agosto  | 15:00 | —     |
| Chacaritas            | 0 - 1 | Manta      | Bellavista            | 9 de agosto  | 19:00 | GolTV |
| Independiente Juniors | 0 - 0 | Imbabura   | Olímpico Atahualpa    | 10 de agosto | 15:00 | —     |
| América de Quito      | 2 - 2 | Búhos ULVR | Olímpico Atahualpa    | 10 de agosto | 19:00 | GolTV |
| 9 de Octubre          | 1 - 1 | Macará     | Alejandro Ponce Noboa | 11 de agosto | 15:00 | GolTV |

| Manta            | 0 - 1 | Vargas Torres         | Jocay              | 15 de agosto | 16:30 | GolTV |
| Macará           | 2 - 0 | Cuniburo              | Bellavista         | 15 de agosto | 19:00 | GolTV |
| Imbabura         | 2 - 1 | 9 de Octubre          | Olímpico de Ibarra | 16 de agosto | 14:00 | GolTV |
| América de Quito | 0 - 1 | Independiente Juniors | Olímpico Atahualpa | 16 de agosto | 15:00 | —     |
| Búhos ULVR       | 0 - 0 | Chacaritas            | Los Chirijos       | 16 de agosto | 18:00 | —     |

| Independiente Juniors | 0 - 0 | Manta            | Banco Guayaquil       | 22 de agosto | 19:00 | GolTV |
| 9 de Octubre          | 1 - 0 | América de Quito | Alejandro Ponce Noboa | 23 de agosto | 15:00 | —     |
| Vargas Torres         | 1 - 1 | Imbabura         | Folke Anderson        | 23 de agosto | 15:00 | —     |
| Chacaritas            | 1 - 2 | Macará           | Bellavista            | 23 de agosto | 19:00 | GolTV |
| Cuniburo              | 5 - 0 | Búhos ULVR       | Olímpico Atahualpa    | 24 de agosto | 19:00 | GolTV |

| América de Quito      | 1 - 0 | Vargas Torres | Olímpico Atahualpa | 29 de agosto | 19:00 | GolTV |
| Manta                 | 1 - 1 | Macará        | Jocay              | 30 de agosto | 16:30 | GolTV |
| Búhos ULVR            | 1 - 2 | 9 de Octubre  | Los Chirijos       | 30 de agosto | 19:00 | GolTV |
| Independiente Juniors | 2 - 3 | Chacaritas    | Banco Guayaquil    | 31 de agosto | 15:00 | —     |
| Imbabura              | 2 - 2 | Cuniburo      | Olímpico de Ibarra | 31 de agosto | 19:00 | —     |

| Macará        | 3 - 1 | América de Quito      | Bellavista            | 5 de septiembre | 19:00 | GolTV |
| Vargas Torres | 1 - 0 | Independiente Juniors | Folke Anderson        | 6 de septiembre | 15:30 | —     |
| 9 de Octubre  | 1 - 0 | Chacaritas            | Alejandro Ponce Noboa | 6 de septiembre | 15:30 | —     |
| Cuniburo      | 1 - 1 | Manta                 | Olímpico Atahualpa    | 6 de septiembre | 16:30 | GolTV |
| Imbabura      | 2 - 1 | Búhos ULVR            | Olímpico de Ibarra    | 6 de septiembre | 19:00 | GolTV |

| Independiente Juniors | 3 - 1 | 9 de Octubre  | Banco Guayaquil    | 9 de septiembre  | 15:30 | GolTV |
| Búhos ULVR            | 0 - 1 | Macará        | Los Chirijos       | 9 de septiembre  | 18:00 | GolTV |
| América de Quito      | 1 - 0 | Cuniburo      | Olímpico Atahualpa | 10 de septiembre | 15:00 | —     |
| Chacaritas            | 3 - 1 | Vargas Torres | Ciudad de Pelileo  | 10 de septiembre | 15:00 | —     |
| Manta                 | 1 - 0 | Imbabura      | Jocay              | 10 de septiembre | 18:00 | GolTV |

| Macará        | 1 - 1 | Independiente Juniors | Bellavista         | 12 de septiembre | 19:00 | GolTV |
| Cuniburo      | 2 - 0 | Chacaritas            | Olímpico Atahualpa | 13 de septiembre | 15:00 | —     |
| Imbabura      | 5 - 2 | América de Quito      | Olímpico de Ibarra | 13 de septiembre | 19:00 | GolTV |
| Vargas Torres | 1 - 0 | 9 de Octubre          | Folke Anderson     | 14 de septiembre | 15:00 | —     |
| Búhos ULVR    | 3 - 2 | Manta                 | Los Chirijos       | 14 de septiembre | 19:00 | GolTV |

| América de Quito      | 5 - 1 | Manta      | Olímpico Atahualpa    | 19 de septiembre | 19:00 | GolTV |
| 9 de Octubre          | 1 - 2 | Cuniburo   | Alejandro Ponce Noboa | 20 de septiembre | 15:00 | —     |
| Chacaritas            | 1 - 2 | Imbabura   | Ciudad de Pelileo     | 20 de septiembre | 15:00 | —     |
| Independiente Juniors | 2 - 0 | Búhos ULVR | Banco Guayaquil       | 20 de septiembre | 19:00 | GolTV |
| Vargas Torres         | 0 - 2 | Macará     | La Cocha              | 21 de septiembre | 19:00 | GolTV |

| Imbabura   | 0 - 3 | Independiente Juniors | Olímpico de Ibarra | 26 de septiembre | 19:00 | GolTV |
| Búhos ULVR | 1 - 1 | América de Quito      | Los Chirijos       | 27 de septiembre | 15:00 | —     |
| Cuniburo   | 5 - 2 | Vargas Torres         | Olímpico Atahualpa | 27 de septiembre | 15:00 | —     |
| Macará     | 2 - 1 | 9 de Octubre          | Bellavista         | 27 de septiembre | 19:00 | GolTV |
| Manta      | 1 - 0 | Chacaritas            | Jocay              | 28 de septiembre | 19:00 | GolTV |

| Chacaritas            | 4 - 0 | Búhos ULVR       | Bellavista            | 3 de octubre | 19:00 | GolTV |
| 9 de Octubre          | 1 - 1 | Imbabura         | Alejandro Ponce Noboa | 4 de octubre | 15:00 | —     |
| Vargas Torres         | 1 - 1 | Manta            | Folke Anderson        | 4 de octubre | 15:00 | —     |
| Independiente Juniors | 2 - 2 | América de Quito | Banco Guayaquil       | 4 de octubre | 19:00 | GolTV |
| Cuniburo              | 2 - 1 | Macará (C)       | Olímpico Atahualpa    | 5 de octubre | 19:00 | GolTV |

| Imbabura         | 1 - 1 | Vargas Torres         | Olímpico de Ibarra | 10 de octubre | 19:00 | GolTV |
| Búhos ULVR       | 1 - 3 | Cuniburo              | Los Chirijos       | 11 de octubre | 15:00 | —     |
| Manta            | 1 - 2 | Independiente Juniors | Jocay              | 11 de octubre | 15:00 | —     |
| América de Quito | 1 - 0 | 9 de Octubre          | Olímpico Atahualpa | 11 de octubre | 16:30 | GolTV |
| Macará           | 1 - 2 | Chacaritas            | Bellavista         | 11 de octubre | 19:00 | GolTV |

| 9 de Octubre  | 3 - 1 | Búhos ULVR            | Alejandro Ponce Noboa | 18 de octubre | 15:30 | GolTV |
| Vargas Torres | 0 - 1 | América de Quito      | Folke Anderson        | 18 de octubre | 15:30 | —     |
| Chacaritas    | 1 - 0 | Independiente Juniors | Ciudad de Pelileo     | 18 de octubre | 15:30 | —     |
| Cuniburo      | 1 - 1 | Imbabura              | Olímpico Atahualpa    | 18 de octubre | 18:30 | GolTV |
| Macará        | 1 - 3 | Manta                 | Bellavista            | 18 de octubre | 18:30 | GolTV |

| Independiente Juniors | 2 - 4 | Cuniburo      | Banco Guayaquil    | 26 de octubre | 19:00 | GolTV |
| Imbabura              | 4 - 0 | Macará        | Olímpico de Ibarra | 26 de octubre | 19:00 | GolTV |
| Manta                 | 0 - 1 | 9 de Octubre  | Jocay              | 26 de octubre | 19:00 | GolTV |
| Búhos ULVR            | 0 - 1 | Vargas Torres | Los Chirijos       | 26 de octubre | 19:00 | —     |
| América de Quito      | 3 - 1 | Chacaritas    | Olímpico Atahualpa | 26 de octubre | 19:00 | —     |

## Tabla acumulada

### Clasificación
| Pos. | Equipo                | Pts. | PJ | G  | E  | P  | GF | GC | Dif. |  |
| ---- | --------------------- | ---- | -- | -- | -- | -- | -- | -- | ---- |  |
| 1    | Macará (C, A)         | 64   | 36 | 18 | 10 | 8  | 47 | 34 | +13  |  |
| 2    | Imbabura (A)          | 58   | 36 | 15 | 13 | 8  | 58 | 43 | +15  |  |
| 3    | Cuniburo              | 55   | 36 | 14 | 13 | 9  | 54 | 39 | +15  |  |
| 4    | Manta                 | 52   | 36 | 14 | 10 | 12 | 39 | 37 | +2   |  |
| 5    | Independiente Juniors | 51   | 36 | 13 | 12 | 11 | 40 | 40 | 0    |  |
| 6    | 9 de Octubre          | 44   | 36 | 12 | 8  | 16 | 48 | 48 | 0    |  |
| 7    | Vargas Torres         | 44   | 36 | 10 | 14 | 12 | 27 | 34 | −7   |  |
| 8    | Chacaritas            | 43   | 36 | 12 | 7  | 17 | 44 | 47 | −3   |  |
| 9    | América de Quito (D)  | 43   | 36 | 11 | 10 | 15 | 46 | 58 | −12  |  |
| 10   | Búhos ULVR (D)        | 30   | 36 | 5  | 15 | 16 | 30 | 53 | −23  |  |

 Fuente: LigaPro
Notas:
1. ↑  Los equipos filiales no eran elegibles para el ascenso.

|  | Ascendieron a la Serie A 2024.            |
|  | Descendieron a la Segunda Categoría 2024. |

### Evolución de la clasificación general
| Equipo                | 19 | 20 | 21 | 22 | 23 | 24 | 25 | 26 | 27 | 28 | 29 | 30 | 31 | 32 | 33 | 34 | 35 | 36 |
| --------------------- | -- | -- | -- | -- | -- | -- | -- | -- | -- | -- | -- | -- | -- | -- | -- | -- | -- | -- |
| Macará                | 1  | 1  | 1  | 1  | 1  | 1  | 1  | 1  | 1  | 1  | 1  | 1  | 1  | 1  | 1  | 1  | 1  | 1  |
| Imbabura              | 3  | 3  | 2  | 2  | 2  | 3  | 2  | 2  | 2  | 2  | 2  | 2  | 2  | 2  | 2  | 2  | 2  | 2  |
| Cuniburo              | 5  | 6  | 6  | 7  | 5  | 5  | 6  | 5  | 5  | 6  | 6  | 5  | 5  | 5  | 4  | 3  | 3  | 3  |
| Manta                 | 2  | 2  | 3  | 3  | 3  | 2  | 3  | 3  | 3  | 3  | 3  | 3  | 3  | 3  | 3  | 5  | 4  | 4  |
| Independiente Juniors | 4  | 4  | 5  | 4  | 4  | 4  | 4  | 4  | 4  | 5  | 4  | 4  | 4  | 4  | 5  | 4  | 5  | 5  |
| 9 de Octubre          | 8  | 7  | 7  | 6  | 7  | 7  | 7  | 7  | 6  | 4  | 5  | 7  | 7  | 7  | 7  | 8  | 7  | 6  |
| Vargas Torres         | 6  | 5  | 4  | 5  | 6  | 6  | 5  | 6  | 7  | 7  | 7  | 6  | 6  | 6  | 6  | 6  | 8  | 7  |
| Chacaritas            | 9  | 8  | 9  | 9  | 8  | 9  | 9  | 8  | 8  | 8  | 8  | 8  | 8  | 8  | 8  | 7  | 6  | 8  |
| América de Quito      | 10 | 10 | 10 | 10 | 10 | 10 | 10 | 10 | 10 | 10 | 9  | 10 | 9  | 9  | 9  | 9  | 9  | 9  |
| Búhos ULVR            | 7  | 9  | 8  | 8  | 9  | 8  | 8  | 9  | 9  | 9  | 10 | 9  | 10 | 10 | 10 | 10 | 10 | 10 |

### Tabla de resultados cruzados
| Local \ Visitante     | 9OC | AME | BUH | CHA | CUN | IMB | IJR | MAC | MAN | VRT |
| --------------------- | --- | --- | --- | --- | --- | --- | --- | --- | --- | --- |
| 9 de Octubre          | —   | 3–1 | 1–1 | 3–2 | 1–1 | 4–2 | 5–1 | 1–3 | 0–1 | 1–1 |
| América de Quito      | 1–0 | —   | 1–0 | 2–3 | 1–4 | 2–2 | 3–2 | 1–1 | 1–1 | 1–1 |
| Búhos ULVR            | 1–1 | 3–1 | —   | 1–0 | 1–0 | 0–3 | 0–0 | 1–2 | 2–1 | 0–0 |
| Chacaritas            | 3–2 | 1–2 | 1–1 | —   | 1–2 | 2–5 | 2–2 | 0–1 | 1–1 | 3–0 |
| Cuniburo              | 2–1 | 1–3 | 2–2 | 1–0 | —   | 1–1 | 0–0 | 2–3 | 1–1 | 0–0 |
| Imbabura              | 1–0 | 2–1 | 3–3 | 1–2 | 2–0 | —   | 0–0 | 1–1 | 2–0 | 0–0 |
| Independiente Juniors | 1–0 | 4–1 | 1–0 | 0–0 | 1–1 | 1–0 | —   | 2–1 | 3–1 | 2–1 |
| Macará                | 2–0 | 2–0 | 0–0 | 2–1 | 0–0 | 2–0 | 2–1 | —   | 2–0 | 1–0 |
| Manta                 | 1–1 | 1–0 | 1–0 | 1–0 | 1–0 | 2–0 | 2–0 | 3–1 | —   | 1–0 |
| Vargas Torres         | 2–0 | 3–0 | 0–0 | 0–1 | 0–0 | 2–2 | 1–0 | 0–0 | 1–0 | —   |

| Local \ Visitante     | 9OC | AME | BUH | CHA | CUN | IMB | IJR | MAC | MAN | VRT |
| --------------------- | --- | --- | --- | --- | --- | --- | --- | --- | --- | --- |
| 9 de Octubre          | —   | 1–0 | 3–1 | 1–0 | 1–2 | 1–1 | 4–0 | 1–1 | 2–1 | 3–0 |
| América de Quito      | 1–0 | —   | 2–2 | 3–1 | 1–0 | 1–2 | 0–1 | 1–1 | 5–1 | 1–0 |
| Búhos ULVR            | 1–2 | 1–1 | —   | 0–0 | 1–3 | 2–4 | 0–0 | 0–1 | 3–2 | 0–1 |
| Chacaritas            | 1–1 | 1–1 | 4–0 | —   | 2–0 | 1–2 | 1–0 | 1–2 | 0–1 | 3–1 |
| Cuniburo              | 4–0 | 2–0 | 5–0 | 2–0 | —   | 1–1 | 2–0 | 2–1 | 1–1 | 5–2 |
| Imbabura              | 2–1 | 5–2 | 2–1 | 0–1 | 2–2 | —   | 0–3 | 4–0 | 2–1 | 1–1 |
| Independiente Juniors | 3–1 | 2–2 | 2–0 | 2–3 | 2–4 | 0–0 | —   | 1–0 | 0–0 | 0–0 |
| Macará                | 2–1 | 3–1 | 0–0 | 1–2 | 2–0 | 0–2 | 1–1 | —   | 1–3 | 2–0 |
| Manta                 | 0–1 | 1–1 | 1–1 | 1–0 | 3–0 | 1–0 | 1–2 | 1–1 | —   | 0–1 |
| Vargas Torres         | 1–0 | 0–1 | 2–1 | 2–0 | 1–1 | 1–1 | 1–0 | 0–2 | 1–1 | —   |

### Campeón
|                                                          |
| Club Deportivo Macará 5.° título Ascendió a la Serie A   |
| También ascendió Imbabura Sporting Club como subcampeón. |

## Goleadores
- Actualizado el 26 de octubre de 2023.

| Jugador            | Equipo           |    | PJ | Promedio | Penalti |
| ------------------ | ---------------- | -- | -- | -------- | ------- |
| 1. Facundo Callejo | Macará           | 18 | -  | 0.0      | 0       |
| 2. José Lugo       | Cuniburo         | 14 | -  | 0.0      | 1       |
| 3. Leandro Basán   | Manta            | 14 | -  | 0.0      | 2       |
| 4. Joseph Cox      | 9 de Octubre     | 13 | -  | 0.0      | 0       |
| 5. Muriel Orlando  | Búhos ULVR       | 13 | -  | 0.0      | 1       |
| 6. Kevin Valencia  | Chacaritas       | 10 | -  | 0.0      | 0       |
| 7. Juan Villacrés  | Imbabura         | 10 | -  | 0.0      | 0       |
| 8. Juan Villa      | América de Quito | 10 | -  | 0.0      | 0       |
| 9. Leandro Pantoja | Imbabura         | 10 | -  | 0.0      | 2       |
| 10. Jason Folleco  | América de Quito | 10 | -  | 0.0      | 3       |

### Tripletes, pokers o más
- Actualizado el 28 de septiembre de 2023.

| Fecha     | Jugador        | Goles             | Local        | Resultado | Visitante             |
| --------- | -------------- | ----------------- | ------------ | --------- | --------------------- |
| 26/3/2023 | Joseph Cox     | 4' · 33' · 67'    | 9 de Octubre | 5 - 1     | Independiente Juniors |
| 27/6/2023 | Muriel Orlando | 43' · 54' · 86'   | Búhos ULVR   | 3 - 1     | América de Quito      |
| 27/9/2023 | José Lugo      | 19' · 72' · 90+2' | Cuniburo     | 5 - 2     | Vargas Torres         |

### Autogoles
- Actualizado el 19 de septiembre de 2023.

| Fecha     | Jugador          | Autogoles | Local            | Resultado | Visitante        |
| --------- | ---------------- | --------- | ---------------- | --------- | ---------------- |
| 21/3/2023 | Kevin Ushiña     | 38'       | Cuniburo         | 1 - 3     | América de Quito |
| 26/4/2023 | Rottman Lara     | 40'       | América de Quito | 2 - 2     | Imbabura         |
| 1/5/2023  | Brian Cucco      | 6'        | Cuniburo         | 2 - 1     | 9 de Octubre     |
| 30/5/2023 | Johan Padilla    | 10'       | Búhos ULVR       | 1 - 2     | Macará           |
| 1/6/2023  | Alexis Santacruz | 82'       | Manta            | 2 - 0     | Imbabura         |
| 28/6/2023 | Jonier Medina    | 90+6'     | Vargas Torres    | 2 - 0     | 9 de Octubre     |
| 19/9/2023 | Ángel Ledesma    | 8'        | América de Quito | 5 - 1     | Manta            |